# Шахтарська селищна рада
Шахта́рська се́лищна ра́да — орган місцевого самоврядування у складі Свердловської міської ради Луганської області. Адміністративний центр — селище міського типу Шахтарське.

## Загальні відомості
- Шахтарська селищна рада утворена в 1987 році.
- Територія ради: 6,58 км²
- Населення ради: 4 521 особа (станом на 2001 рік)

## Населені пункти
Селищній раді підпорядковані населені пункти:
- смт Шахтарське
- с-ще Киселеве

## Склад ради
Рада складається з 26 депутатів та голови.
- Голова ради: Григорьєв Олександр Миколайович
- Секретар ради: Король Надія Петрівна

### Керівний склад попередніх скликань
| ПІБ                             | Основні відомості                                                        | Дата обрання | Дата звільнення |
| ------------------------------- | ------------------------------------------------------------------------ | ------------ | --------------- |
| Григор'єв Олександр Миколайович | Селищний голова, 1957 року народження, безпартійний                      | 26.03.2006   | 31.10.2010      |
| Григорьєв Олександр Миколайович | Селищний голова, 1957 року народження, освіта вища, член Партії регіонів | 31.10.2010   |                 |

Примітка: таблиця складена за даними джерела

### Депутати
За результатами місцевих виборів 2010 року депутатами ради стали:

#### За суб'єктами висування
| Суб'єкт висування | Кількість обраних депутатів | %    |
| ----------------- | --------------------------- | ---- |
| Партія регіонів   | 25                          | 96,2 |
| Самовисування     | 1                           | 3,8  |

#### За округами
| № округу        | Прізвище, ім'я, по батькові      | Дата визнання обраним | Освіта                    | Партійна приналежність | Відомості про обраного депутата                                                 |
| --------------- | -------------------------------- | --------------------- | ------------------------- | ---------------------- | ------------------------------------------------------------------------------- |
| Партія регіонів |                                  |                       |                           |                        |                                                                                 |
| 1               | Токмакова Юлія Володимирівна     | 02.11.2010            | Освіта середня            | член Партії регіонів   | тимчасово не працює                                                             |
| 3               | Смирнова Тетяна Петрівна         | 02.11.2010            | Освіта середня спеціальна | член Партії регіонів   | Лікарська амбулаторія Шахтарської селищної ради, завідувачка господарства       |
| 4               | Дахненко Галина Анатоліївна      | 02.11.2010            | Освіта середня спеціальна | член Партії регіонів   | пенсіонер                                                                       |
| 5               | Фролов Олег Валентинович         | 02.11.2010            | Освіта середня            | позапартійний          | ВП "Шахта "Харківська" ДП "Свердловантрацит", майстер-підривник                 |
| 6               | Антонюк Світлана Миколаївна      | 02.11.2010            | Освіта середня спеціальна | член Партії регіонів   | ВП "Шахта "Харківська" ДП "Свердловантрацит", лампівниця                        |
| 7               | Шалигіна Любов Михайлівна        | 02.11.2010            | Освіта середня спеціальна | член Партії регіонів   | пенсіонер                                                                       |
| 8               | Власов Костянтин Олександрович   | 02.11.2010            | Освіта середня            | член Партії регіонів   | ВП "Шахта "Харківська" ДП "Свердловантрацит", машиніст електровозу              |
| 9               | Ткаченко Валентина Олексіївна    | 02.11.2010            | Освіта середня спеціальна | член Партії регіонів   | приватний підприємець                                                           |
| 10              | Найловець Борис Болеславович     | 02.11.2010            | Освіта середня спеціальна | член Партії регіонів   | ВП "Шахта "Харківська" ДП "Свердловантрацит", електро-слюсар                    |
| 11              | Ширинська Наталія Андріївна      | 02.11.2010            | Освіта середня спеціальна | член Партії регіонів   | ВП "Шахта "Харківська" ДП "Свердловантрацит", начальник штабу цивільної оборони |
| 12              | Нікітіна Тетяна Миколаївна       | 02.11.2010            | Освіта середня            | член Партії регіонів   | пенсіонер                                                                       |
| 13              | Остапенко Неллі Іванівна         | 02.11.2010            | Освіта середня спеціальна | член Партії регіонів   | Клуб смт Шахтарське, робоча                                                     |
| 14              | Руднєва Марина Іванівна          | 02.11.2010            | Освіта середня            | член Партії регіонів   | тимчасово не працює                                                             |
| 15              | Левицький Михайло Устинович      | 02.11.2010            | Освіта середня спеціальна | член Партії регіонів   | ВП "Шахта Харківська ДП "Свердловантрацит", інструктор з фізкультури            |
| 16              | Слесаренко Олена Вікторівна      | 02.11.2010            | Освіта середня            | член Партії регіонів   | тимчасово не працює                                                             |
| 17              | Строітелєв Олександр Миколайович | 02.11.2010            | Освіта середня            | член Партії регіонів   | пенсіонер                                                                       |
| 18              | Кобзар Валентина Леонтіївна      | 02.11.2010            | Освіта середня спеціальна | член Партії регіонів   | тимчасово не працює                                                             |
| 19              | Король Надія Петрівна            | 02.11.2010            | Освіта вища               | член Партії регіонів   | Шахтарська селищна рада, секретар                                               |
| 20              | Чепразова Євгенія Анатоліївна    | 02.11.2010            | Освіта вища               | член Партії регіонів   | Ясла-садок "Росінка", вихователь                                                |
| 21              | Капліна Лариса Василівна         | 02.11.2010            | Освіта середня спеціальна | член Партії регіонів   | тимчасово не працює                                                             |
| 22              | Герасін Володимир Петрович       | 02.11.2010            | Освіта середня спеціальна | член Партії регіонів   | ВП "Автобаза" ДП "Свердловантрацит", токар                                      |
| 23              | Литвинов Михайло Миколайович     | 02.11.2010            | Освіта середня            | член Партії регіонів   | ВП "Шахта "Харківська" ДП "Свердловантрацит", гірник                            |
| 24              | Лядська Марина Миколаївна        | 02.11.2010            | Освіта середня            | член Партії регіонів   | Шахтарська загальноосвітня школа №2, кочегар                                    |
| 25              | Бутенко Любов Іванівна           | 02.11.2010            | Освіта середня спеціальна | член Партії регіонів   | тимчасово не працює                                                             |
| 26              | Ільченко Тетяна Володимирівна    | 02.11.2010            | Освіта середня            | член Партії регіонів   | ВП "Шахта Харківська" ДП "Свердлованрацит", робітник лазні                      |
| Самовисування   |                                  |                       |                           |                        |                                                                                 |
| 2               | Тупікова Світлана Вікторівна     | 02.11.2010            | Освіта середня            | член Партії регіонів   | ВП "Шахта "Харківська" ДП "Свердловантрацит", машиніст конвеєра                 |